# Liste schweizerischer Rockbands
Diese Liste zählt namhafte schweizerische Rockbands auf. 
Um die Liste in einer angemessenen Länge zu halten, müssen die Bands zur Aufnahme einen Wikipediaartikel vorliegen haben. Zur Eintragung in die Liste sollte mindestens die Hälfte der Mitglieder aus Schweizern bestehen und die Band in die Kategorie:Rockband einsortiert sein.
Genres mit besonders vielen gelisteten Bands sind in die folgenden Unterlisten eingeteilt:
- → Hauptartikel: Liste schweizerischer Alternative-Rock-Bands
- → Hauptartikel: Liste schweizerischer Metalbands
- → Hauptartikel: Liste schweizerischer Punkbands

Selten kommt es zu Überschneidungen einzelner Bands.
| Name                                | Genre(s)                    | Gründung   | Auflösung  | Herkunft              |
| ----------------------------------- | --------------------------- | ---------- | ---------- | --------------------- |
| Die Aeronauten                      | Rock                        | 1991       |            | Schaffhausen          |
| Les Aiglons                         | Space Rock                  | 1963       | 1965       | Lausanne              |
| Airbäg                              | Mundartrock                 | 1995       | 2006       | Kanton Bern           |
| Amok                                | Rechtsrock                  | 2004       |            | diverse               |
| Apaches                             | Rock ’n’ Roll               | 1963       |            | Luzern                |
| Black Angels                        | Hard Rock                   | 1979       |            | Schaffhausen          |
| Black Diamonds                      | Hard Rock                   | 2004       |            | Rheintal              |
| Boob                                | Rock                        | 1999       |            | Bern                  |
| Carnation                           | Rock                        | 2000       | 2011       |                       |
| China                               | Hard Rock                   | 1985, 2019 | 2003, 2017 | Winterthur            |
| Core22                              | Pop-Rock                    | 1994       |            | Genf                  |
| CoreLeoni                           | Hard Rock                   | 2017       |            | Tessin                |
| Cosmos                              | Artrock                     | 1990       |            | Bern                  |
| Crank                               | Rock                        | 1992       | 2011       | Zürich                |
| Crown                               | Hard Rock                   | 1978       | 1990       |                       |
| Crystal Ball                        | Hard Rock                   | 1999       |            | Luzern                |
| Da Sign & the Opposite              | Electro-Rock                | 2004       |            | Bern                  |
| Dabu Fantastic                      | Mundartrock                 | 2008       |            | Zürcher Oberland      |
| Dada (ante portas)                  | Pop-Rock                    | 1997       |            | Luzern                |
| Dawn Driven                         | Rock                        | 2010       |            | Rorschach             |
| Delilahs                            | Pop-Rock                    | 2005       |            | Zug                   |
| Dorados                             | Beatmusik                   | 1961       | 1985       | Luzern                |
| Ellis Mano Band                     | Bluesrock                   | 2017       |            |                       |
| Eos Guitar Quartet                  | Gitarrenensemble, Crossover | 1988       |            | Zürich                |
| Erschießungskommando                | Rechtsrock                  |            |            |                       |
| Extrem normal                       | Mundartrock                 | 1982       |            | Bern                  |
| Fighter V                           | Melodic Rock                | 2009       |            | Hergiswil             |
| Flame Dream                         | Progressive Rock            | 1977       | 1986       |                       |
| Franz Arnold’s Wiudä Bärg           | Mundartrock                 | 2013       |            | Nidwalden             |
| George                              | Mundartrock                 | 1999       |            | Seeland               |
| Gion Stump & the Lighthouse Project | Art-Rock                    | 2006       |            | St. Gallen            |
| Gloria Volt                         | Hard Rock                   | 2011       |            | Winterthur            |
| Gotthard                            | Hard Rock                   | 1990       |            | Lugano                |
| Grand Mother’s Funck                | Funk                        | 1993       |            | Burgdorf              |
| Halunke                             | Mundartrock                 | 2010       |            | Bern                  |
| Hecht                               | Poprock                     | 2000       |            | Luzern                |
| Hillbilly Moon Explosion            | Rockabilly                  | 1998       |            |                       |
| Indiziert                           | Rechtsrock                  | 2001       |            | Roggwil               |
| Irrwisch                            | Art-Rock                    | 1975       |            | Kestenholz            |
| Kashmir                             | Progressive Rock            | 1979       | 1983       | Westschweiz           |
| Tom Kelly Band                      | Rock                        | 1980       | 1981       |                       |
| Killer                              | Hard-Rock                   | 1979       |            | Solothurn             |
| Krokodil                            | Krautrock                   | 1969       |            |                       |
| Krokus                              | Hard-Rock                   | 1975       |            | Solothurn             |
| Lockstoff                           | Mundartrock                 | 1993       |            | Rupperswil            |
| Lost Peace                          | Jazzrock                    | 1970       | 1977       | Bern                  |
| Lovebugs                            | Britpop                     | 1993       |            | Basel                 |
| Lunik                               | Poprock                     | 1997       | 2013       |                       |
| Marvin                              | Poprock                     | 2004       |            | Freiburg im Üechtland |
| Mash                                | Poprock                     | 1986       | 2015       | Goldau                |
| Megawatt                            | Mundartrock                 | 2019       |            | Ostschweiz            |
| Metamorphosis                       | Progressive Rock            | 2001       |            | Biel                  |
| More Experience                     | Coverrock                   | 1987       |            |                       |
| Mothers Pride                       | Rock                        | 1990       |            | Luzern                |
| Myron                               | Poprock                     | 2003       |            | Basel                 |
| The Needles                         | Rock                        | 1984       | 1994       | Genf                  |
| Neviss                              | Rock                        | 1999       |            | Luzern                |
| OM                                  | Rockjazz                    | 1972       | 1982       | Luzern                |
| The Order                           | Hard Rock                   | 2005       |            | Bern, Basel, Zürich   |
| Paganini                            | Hard Rock                   | 1983       |            |                       |
| Patent Ochsner                      | Mundartrock                 | 1990       |            | Bern                  |
| Pegasus                             | Poprock                     | 2003       |            | Biel/Bienne           |
| Peter, Sue & Marc                   | Poprock                     | 1968       |            | Bern                  |
| Piggnigg                            | Mundartrock                 | 1981       |            | Flawil                |
| Plüsch                              | Mundartrock                 | 2000       |            | Interlaken            |
| Polution                            | Hard Rock                   | 1997       |            |                       |
| The Pride                           | Rock                        | 1984       | 1999       | Schaffhausen          |
| Puts Marie                          | Rock                        | 2000       |            | Biel/Bienne           |
| Rumpelstilz                         | Mundartrock                 | 1971       | 1984       |                       |
| RundFunk                            | Funk                        | 1995       |            | Zug                   |
| Satrox                              | Hard Rock                   | 1988       |            |                       |
| Les Sauterelles                     | Rock’n’Roll                 | 1962       | 2021       |                       |
| Second Function                     | Rock                        | 2004       |            | Zürich                |
| Shakra                              | Hard Rock                   | 1990       |            | Trub                  |
| Shivananda                          | Fusion                      | 1973       | 1984       | Zürich                |
| Sleazey Catz                        | Rock                        | 1992       | 2003       | Frauenfeld            |
| Span                                | Mundartrock                 | 1972       |            | Bern                  |
| Starch                              | Funk                        | 2001       |            | Wil                   |
| Sterling                            | Rock                        | 1985       |            | St. Gallen            |
| Stiller Has                         | Mundartrock                 | 1989       |            | Bern                  |
| Sturmtruppen Skinheads              | Rechtsrock                  | 1988       |            | Basel                 |
| Subzonic                            | Crossover                   | 1992       |            |                       |
| Swiss Blues Authority               | Bluesrock                   | 1994       |            | Zürich                |
| Tempesta                            | Hard Rock                   | 1994       |            |                       |
| Terry & the Hot Sox                 | Rock’n’Roll                 | 1980       |            |                       |
| Tom Kelly’s Music Factory           | Rock                        | 2005       |            |                       |
| Transit                             | Hard Rock                   | 1982       | 2001       | Ostschweiz            |
| Tribal                              | Rock                        | 2004       |            |                       |
| United to be famous                 | Poprock                     | 2003       |            | Lyss                  |
| Untrue                              | Poprock, Funk               | 1986       | 2023       | Zürich                |
| Vivian                              | Poprock                     | 1998       |            | Zell                  |
| Volxrox                             | Mundartrock                 | 2014       |            | Emmental              |
| Züri West                           | Mundartrock                 | 1984       |            | Bern                  |